# جتور ایکس۹۰
جتور ایکس۹۰ (به انگلیسی: Jetour X90) یک کراس‌اوور اندازه متوسط ۵ تا ۷ نفره است که توسط جتور تولید شده‌است، برندی که در سال ۲۰۱۸ توسط چری با نام تجاری جتور (بخش خودروهای تجاری چری) عرضه شد.

## بررسی اجمالی
برند جتور در ژانویه ۲۰۱۸ به‌طور رسمی عرضه شد و جتور ایکس۹۰ سومین مدل این برند است. این خودرو به‌طور رسمی در ژانویه ۲۰۱۹ عرضه شد و در زمان عرضه، ایکس۹۰ از یک موتور ۱٫۵ لیتری توربو استفاده می‌کرد.
فضای داخلی مجهز به یک نمایشگر کنترل مرکزی ۹ اینچی و پشت آمپر دیجیتال ال‌سی‌دی ۱۲٫۳ اینچی است که برای تمام سطوح تریم استاندارد است و مدل‌های تریم بالا نیز به کیسه هوای جانبی جلو، کیسه هوای پرده‌ای جلو و عقب، و سانروف پانوراما مجهز هستند. صندلی‌های چرمی قابل تنظیم برقی ۴ جهته رانندگی اصلی و کمک خلبان، ناوبری جی پی اس، شبکه ماشین، آینه‌های گرمکن برقی و تهویه مطبوع مستقل در عقب.

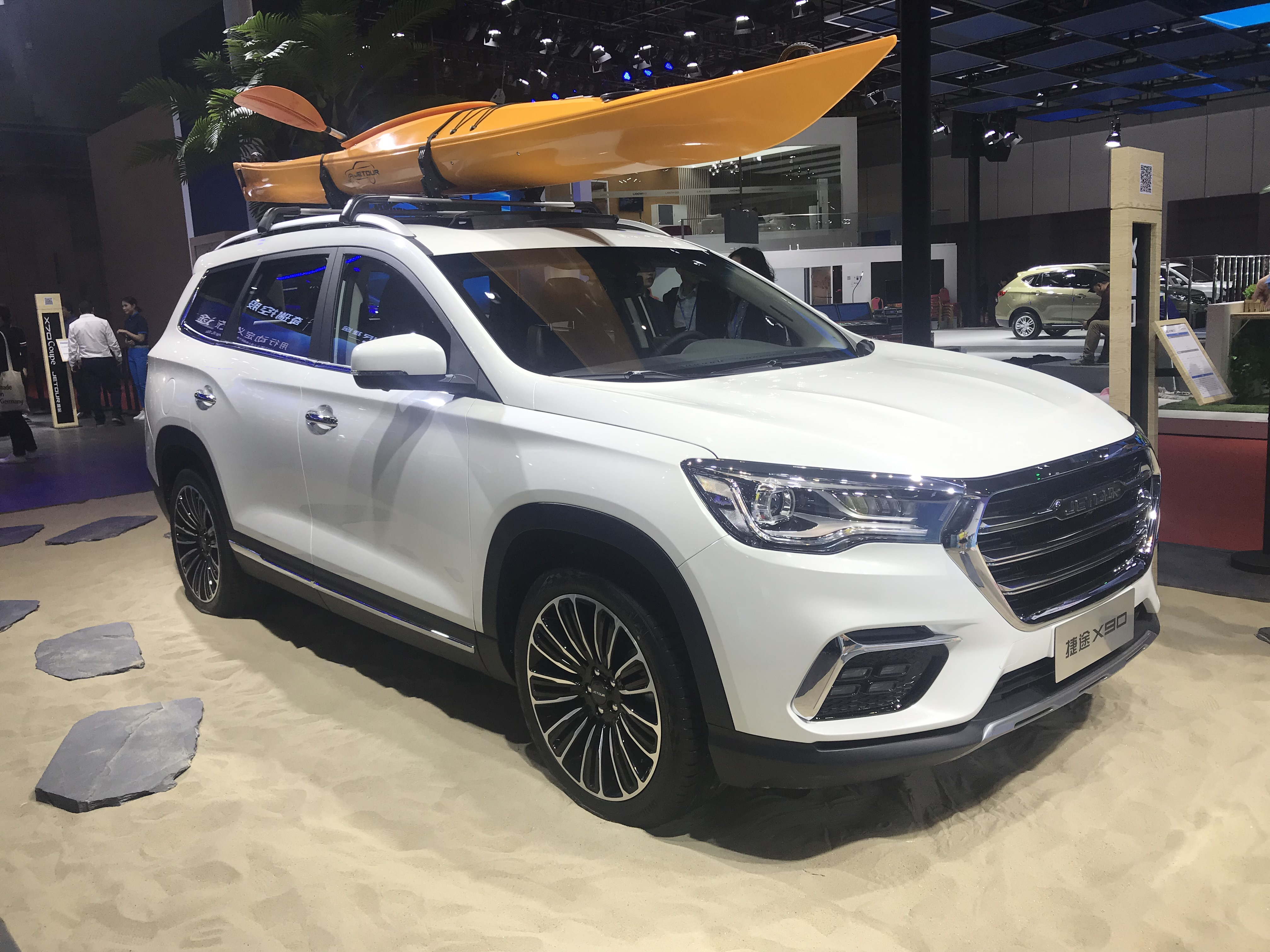
جتور ایکس۹۰ (جلو)
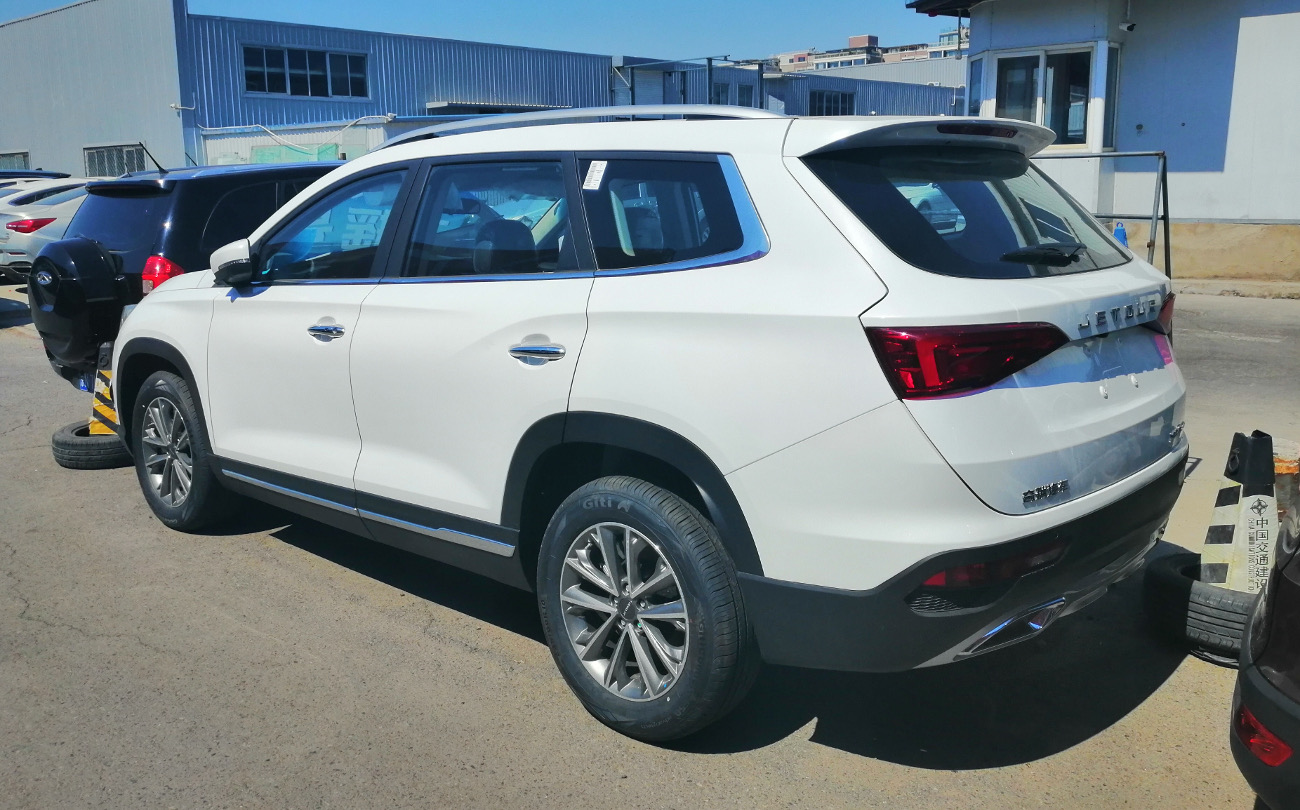
جتور ایکس۹۰ (عقب)

### پیشرانه
جتور ایکس۹۰ به یک موتور ۱٫۵ لیتری توربو چهارسیلندر بنزینی مجهز است که ۱۵۶ اسب بخار قدرت و ۲۳۰ نیوتن‌متر گشتاور تولید می‌کند، این خودرو با دو جعبه‌دنده تولید می‌شود که شامل یک جعبه‌دنده ۶ سرعته دستی یا یک جعبه‌دنده ۷ سرعته دوکلاچه است.
در ۲۵ سپتامبر ۲۰۱۹، جتور ایکس۹۰ مدل ۱٫۶ لیتری توربو به بازار عرضه شد. نسخه ۱٫۶ لیتری توربو در مجموع در ۴ تریم موجود است. قیمت ایکس۹۵ از ۱۰۹۹۰۰ تا ۱۴۰۹۰۰ یوان (۱۵٫۴۲۹ دلار آمریکا - ۱۹٫۷۸۱ دلار آمریکا) متغیر است. موتور ۱٫۶ لیتری توربو یک موتور تزریق مستقیم داخل سیلندر اکتکو با کد F4J16 توسط چری با حداکثر قدرت ۱۹۷ اسب بخار است.

## جتور ایکس۹۰ پلاس
فیس‌لیفت پریمیوم جتور ایکس۹۰ که جتور ایکس۹۰ پلاس نام دارد در سال ۲۰۲۱ در نمایشگاه خودرو شانگهای ۲۰۲۱ عرضه شد. ایکس۹۰ پلاس دارای صفحه نمایش‌های بزرگ برای داشبورد و سیستم اطلاعات سرگرمی است. وسط کنسول یک چوب به سبک هواپیما، دستگیره چرخشی و یک کنترل پد لمسی قرار دارد. فضای داخلی همچنین دارای پلتفرمی برای شارژ بی‌سیم، اتصال به برنامه‌های مختلف و اتصال به اینترنت ۵جی است.

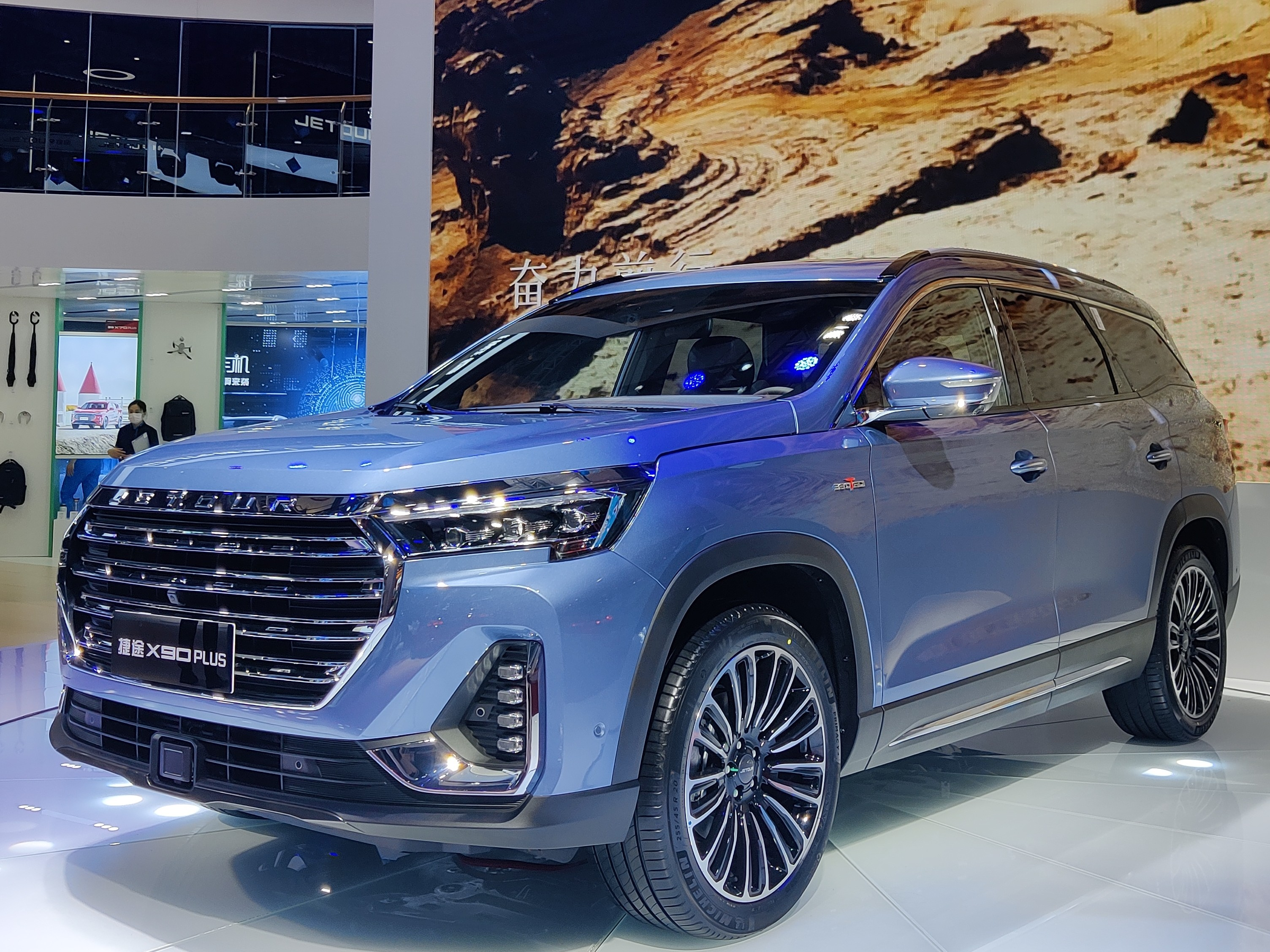
جتور ایکس۹۰ پلاس (جلو)
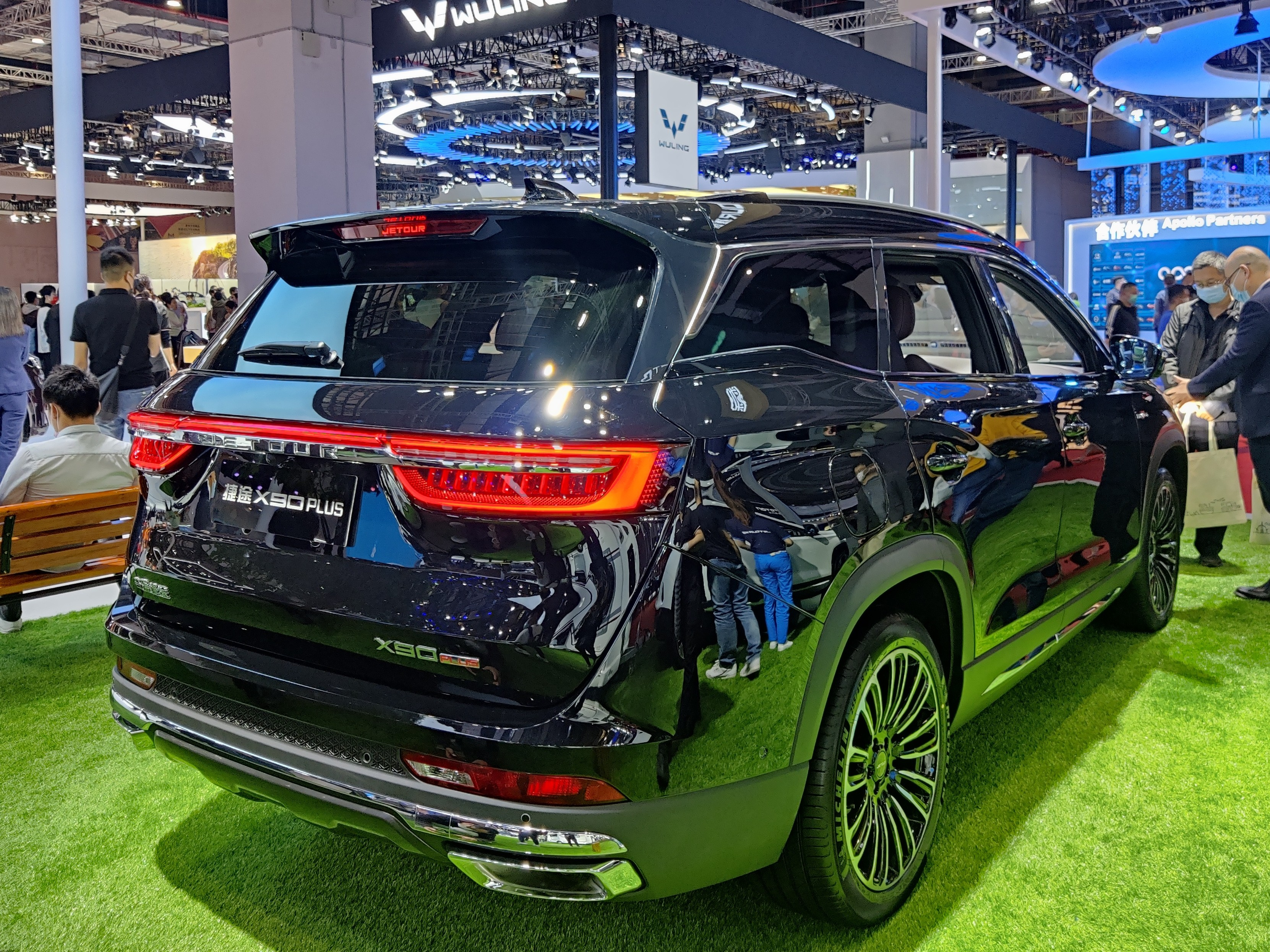
جتور ایکس۹۰ پلاس (عقب)